# 폐의 기저세포양 편평세포암
폐의 기저세포양 편평세포암(Basaloid squamous cell lung carcinoma, Bas-SqCC)은 편평 세포 폐암종과 기저 세포 암종 모두의 세포학적 및 조직 구조적 특징을 나타내는 세포로 구성된 폐암의 흔치 않은 조직학적 변종이다.

## 분류
폐암은 크고 예외적으로 이질적인 악성 종양 계열이다. 폐암의 50개 이상의 다양한 조직학적 변이체가 세계보건기구 폐종양 분류의 제4차(2004년) 개정판("WHO-2004")에서 명시적으로 인정되었다. 이러한 개체 중 상당수는 매우 드물고 최근에야 설명되었으며 제대로 이해되지 않은 상태로 남아 있다.
폐암종의 기초 형태는 1992년 엘리자베스 브람빌라(Elisabeth Brambilla) 박사와 동료들의 동료평가를 받은 의학 문헌에서 처음으로 기술되었다.
1999년에 발표된 세계보건기구(WHO) 폐종양 유형 및 분류 계획의 세 번째 개정판에서 편평 세포 폐암종(SqCC)과 대세포 폐암종(LCLC)의 기저형 변종은 별개의 개체로 인식되었다. WHO 시스템(현재 세계 표준)의 네 번째 개정(2004)에서 폐의 기저세포양 편평세포암은 편평 세포 폐암종의 4가지 인정된 변종 중 하나로 분류된다. SqCC의 변종으로서 비소세포폐암(NSCLC)으로 간주된다.